# KV Victoria/88 Hamburg
Die Kriegsvereinigung Victoria-Hamburg 88 bzw. kurz KV Victoria/88 Hamburg war ein Zusammenschluss der beiden Hamburger Fußballvereine SC Victoria Hamburg und Hamburger SV 1888.
Die Kriegsvereinigung wurde am 27. Juli 1918 noch während des Ersten Weltkriegs gegründet und bestand bis zum 1. Juni 1919. Die KV qualifizierte sich für die Endrunde um die norddeutsche Fußballmeisterschaft 1918/19. Nach Siegen über den Schweriner FC 1903 (10:0), bei Borussia Harburg (4:1) und nach Verlängerung im Halbfinale mit 7:1 über den Kieler SV Holstein traf die Mannschaft im Finale in Bremen auf den Bremer SC 1891. Das Finale gewann die KV Victoria/88 mit 2:0 und wurde damit norddeutscher Meister. Für die Trennung der Kriegesvereinigung war extra der Endspieltag am 1. Juni 1919 abgewartet worden.
Der Meistermannschaft gehörten überwiegend Victoria-Spieler an, unter ihnen Henry Müller, Ernst Eikhof, Walter Krause, Hermann Garrn und Heiner Mechling. Der HSV, fortan ohne den Zusatz „88“ und neu fusioniert, war u. a. durch Rudi Agte und Otto Harder vertreten. Das Endspiel in Bremen gewannen: Pohl – Müller, Agte – Wendt, Eikhof, Krause – O.Zilgas, Garrn, Harder, Mechling, Schneider.
Da 1918/19 die Endrunde um  die deutsche Meisterschaft ausfiel, blieb dies der höchstmögliche Erfolg, den die KV erreichen konnte. Nach der Trennung war zunächst Victoria erfolgreicher, indem sie 1919/20 die Meisterschaft im Bezirk Hamburg/Altona vor dem HSV gewann.